# Bartłomiej Miarka
Bartłomiej Miarka (ur. 26 marca 1980 w Bolesławcu) – polski gitarzysta bluesowy, kompozytor, muzyk sesyjny.

## Życiorys
Fascynację muzyką gitarową zawdzięcza ojcu, który zainteresował go bluesem i rockiem z lat 60. XX w.. Słuchał wówczas m.in. Cream i Pink Floyd, zaś do gry na gitarze zainspirował go album Erica Claptona Unplugged. W 1997, w wieku 17 lat po raz pierwszy wystąpił na scenie podczas festiwalu Blues nad Bobrem. Od 2003 roku mieszka we Wrocławiu, gdzie współzakładał zespół HooDoo Band (Złota Płyta za sprzedaż albumu HooDoo Band; data nadania: 5 maja 2010). W corocznej ankiecie Blues Top kwartalnika Twój Blues został uznany najlepszym polskim gitarzystą roku 2010 i 2012. Podczas dotychczasowej kariery, muzyk nawiązał współpracę z wieloma wykonawcami krajowymi i zagranicznymi, czego owocem są liczne koncerty i nagrane płyty z artystami takimi jak: Carlos Johnson, Jerzy Styczyński, Sebastian Riedel, Cree, Anika, Electric Groove Gang, Anita Lipnicka, Katarzyna Groniec (album Pin-up Princess), Alicja Janosz (album Vintage), Natalia Lubrano, Violetta Villas (album Na pocieszenie serca i uniesienie ducha), Stare Dobre Małżeństwo (album Maszeruj z chamem) i inni. 
W 2012 roku gitarzysta założył własny zespół Bartek Miarka Band, grający muzykę z pogranicza bluesa, funku i soulu. Pierwszy album grupy pt. Bartek Miarka uplasował się na 3. miejscu w plebiscycie kwartalnika Twój Blues, w kategorii „Płyta roku - Polska” (2012). Ponadto gitarzysta został laureatem nagrody Gazety Wyborczej „WARTO”. W kolejnych latach zespół Bartek Miarka Band nagrał albumy: Bartek Miarka Band (2014) i Where’s The Moose (2017).